# Barykada (skała)
Barykada – skała w Dolinie Będkowskiej na Wyżynie Krakowsko-Częstochowskiej. Znajduje się w jej orograficznie lewym odgałęzieniu – wąwozie Pod Sadem, w granicach wsi Będkowice w województwie małopolskim, w powiecie krakowskim, w gminie Wielka Wieś.
Na Barykadzie uprawiana jest wspinaczka skalna. Wspinacze zaliczają ją do grupy Bramy Będkowskiej. Zbudowana z wapienia turnia znajduje się w grabowym lesie, w środkowej części orograficznie lewych zboczy wąwozu Pod Sadem. Ma wysokość 9–13 m, ściany połogie, pionowe lub przewieszone z filarem i kominem. Na ścianie zachodniej, północno-zachodniej, północnej i wschodniej uprawiana jest wspinaczki skalnej. Jest 9 drogi wspinaczkowe o trudności od III do VI.4+ w skali Kurtyki. Mają stałe punkty asekuracyjne w postaci ringów (r) i stanowisk zjazdowych (st).

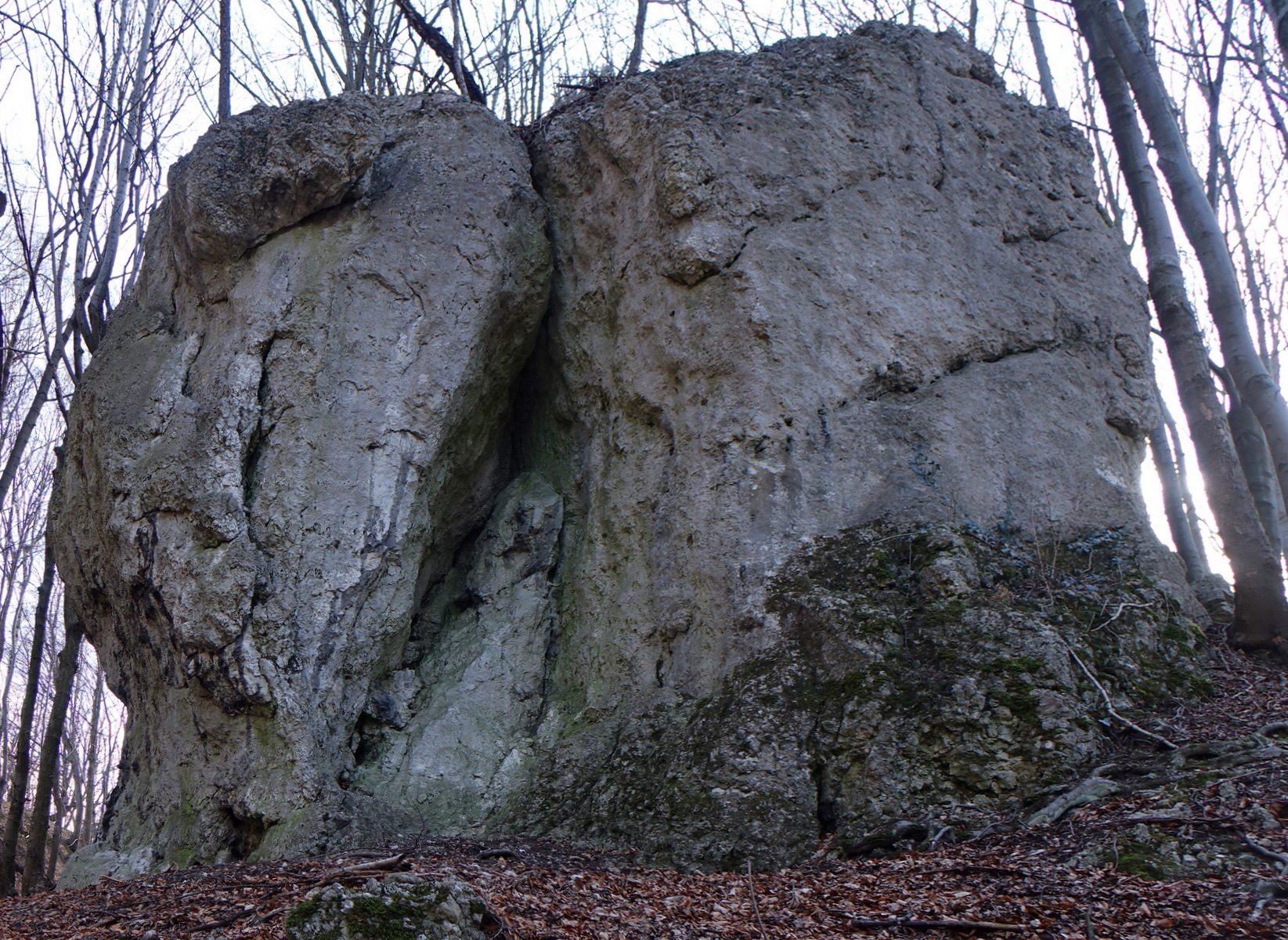
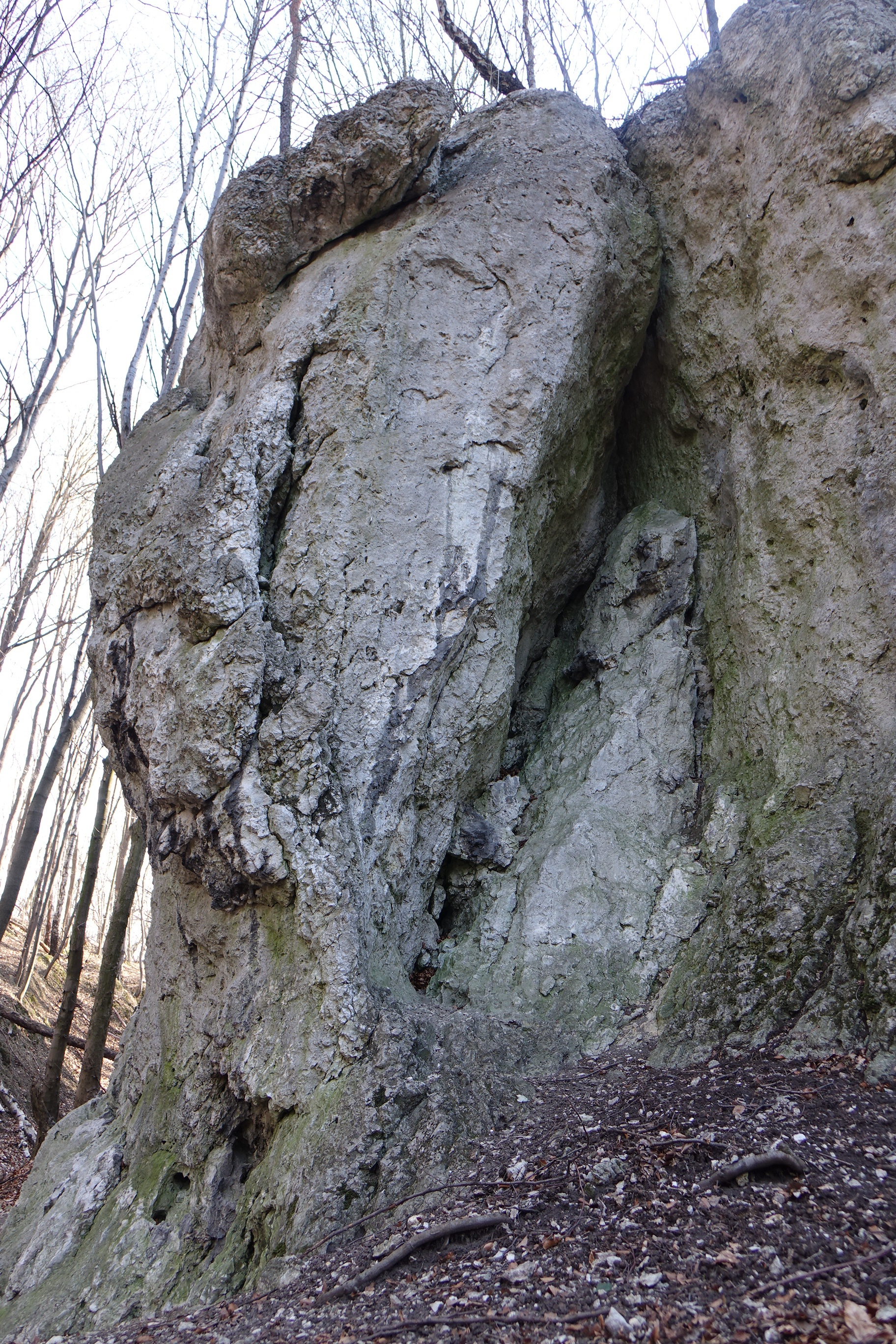
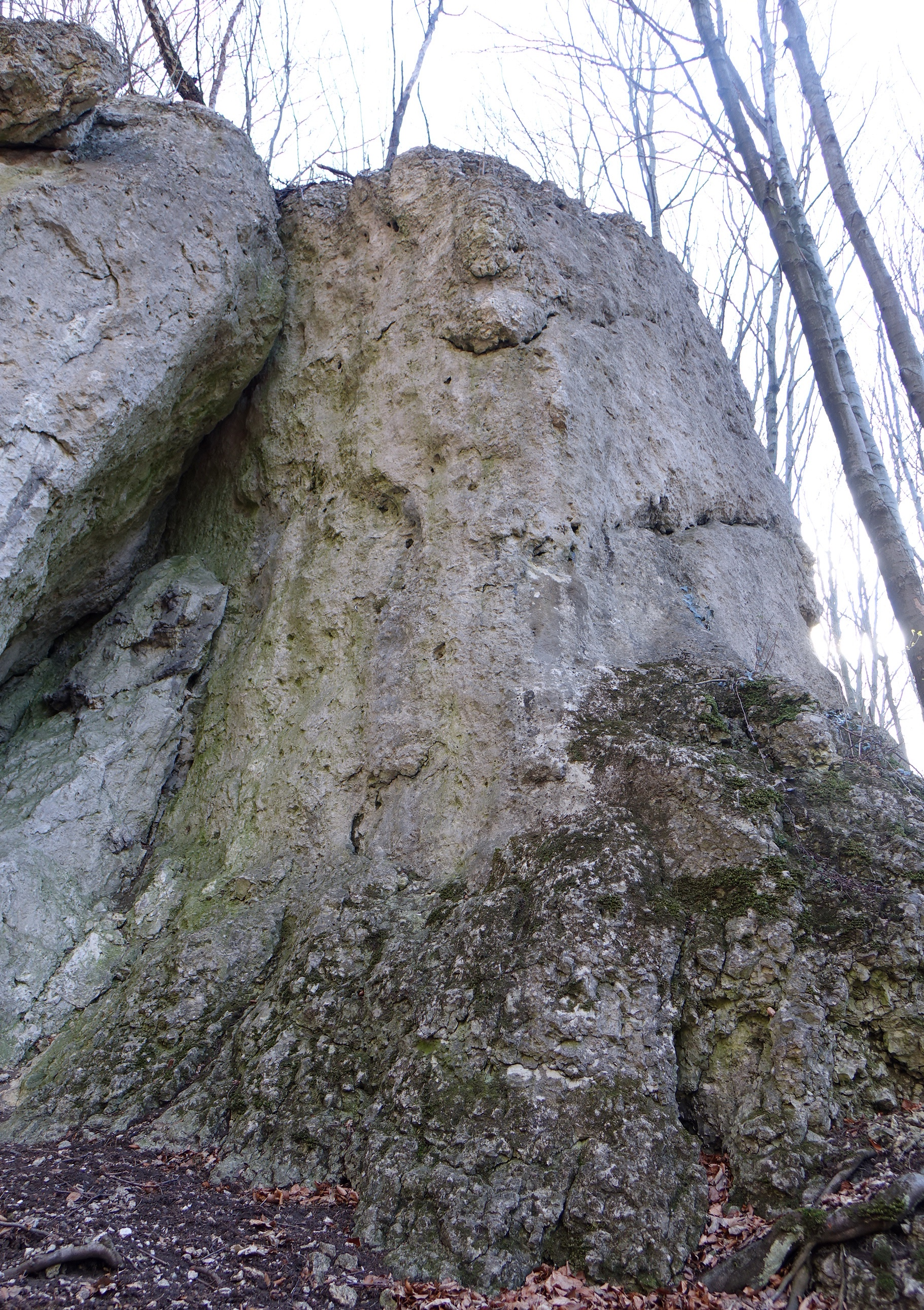
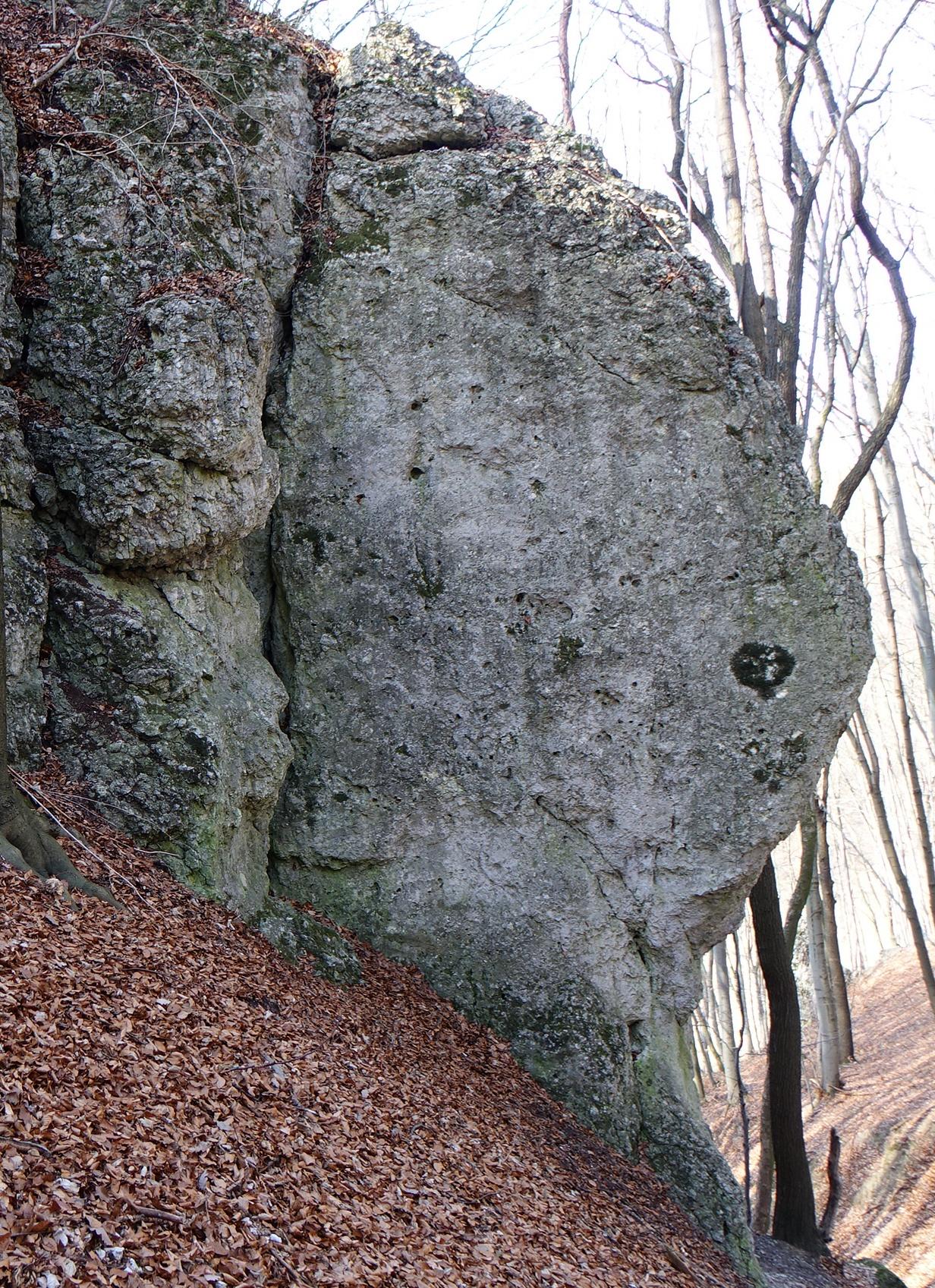
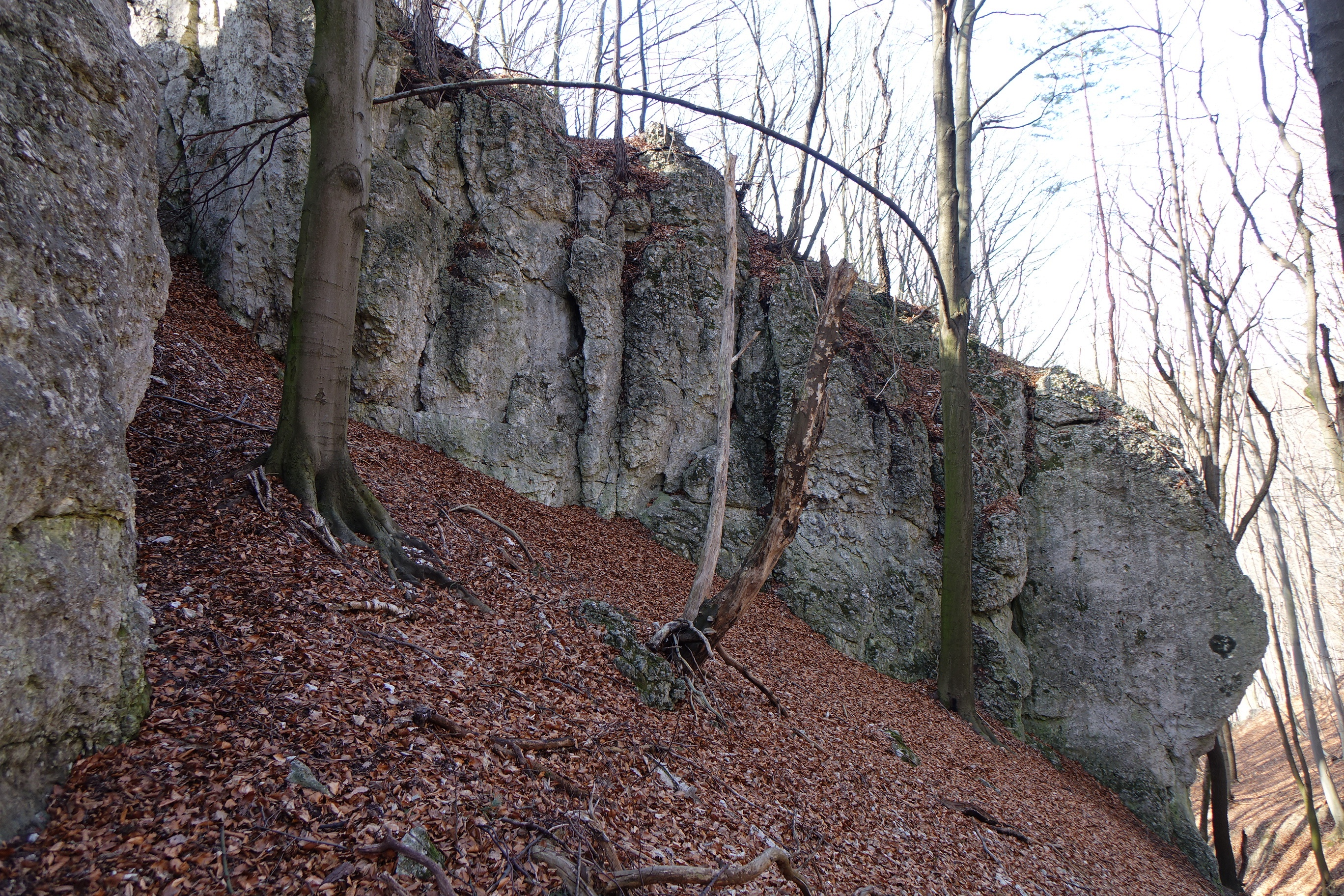
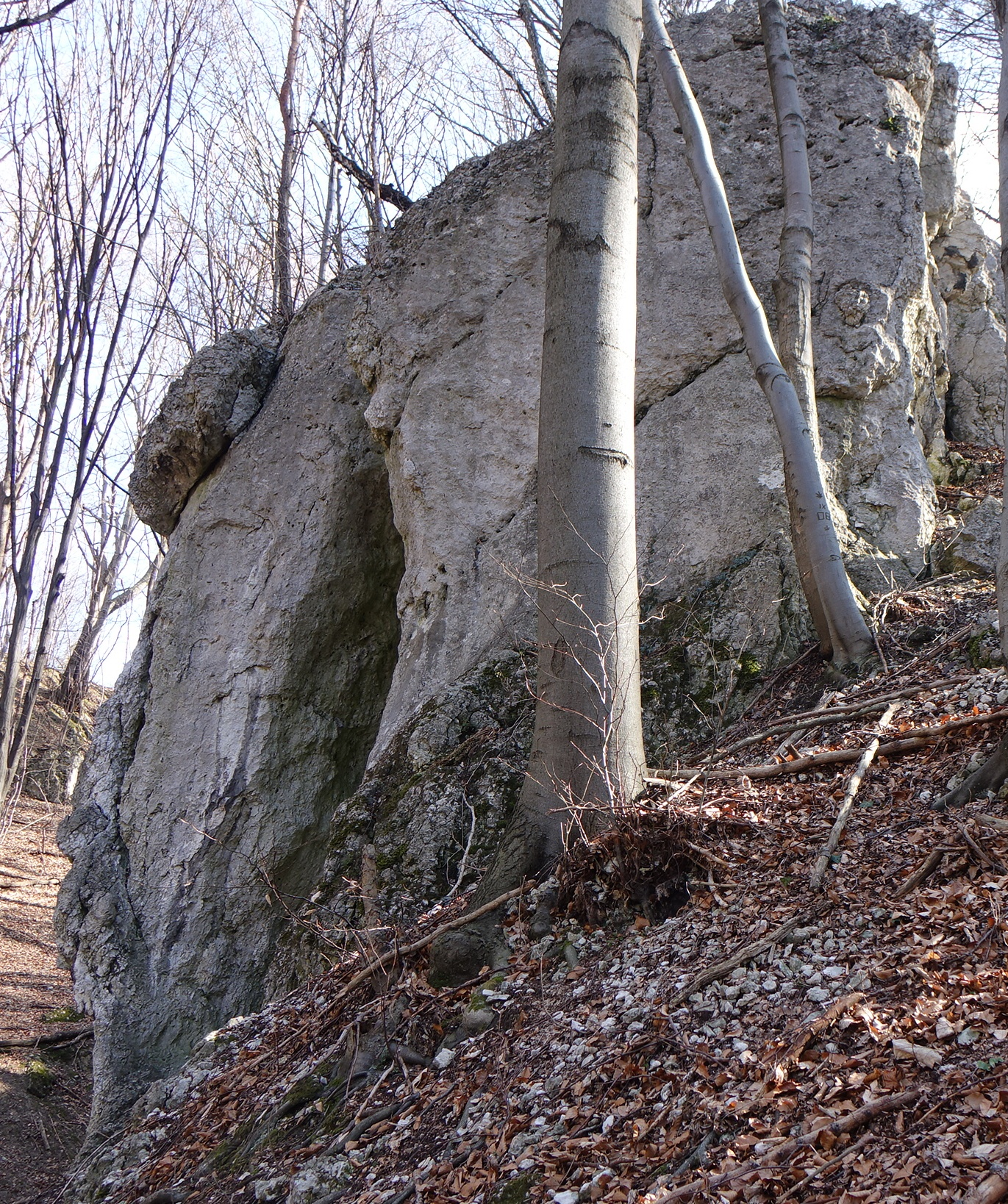

## Drogi wspinaczkowe
Barykada I
1. Podwójna polopiryna; III
2. Turlany; 3r + st, VI, 9 m
3. Terpsychora; 4r + st, VI.1, 11 m

Barykada II
1. You can’t always get what you want; VI.2, 13 m
2. Miotango; 5r + st, VI.4/4+, 12 m
3. Pogo; 4r + st, IV+, 13 m

Barykada III
1. Kulawiczek; 4r + st, VI.1+, 12 m
2. Kozak; 4r + st, V+, 2013
3. Obierek; 3r + st, VI.2, 2013[1].